# Protocsillag

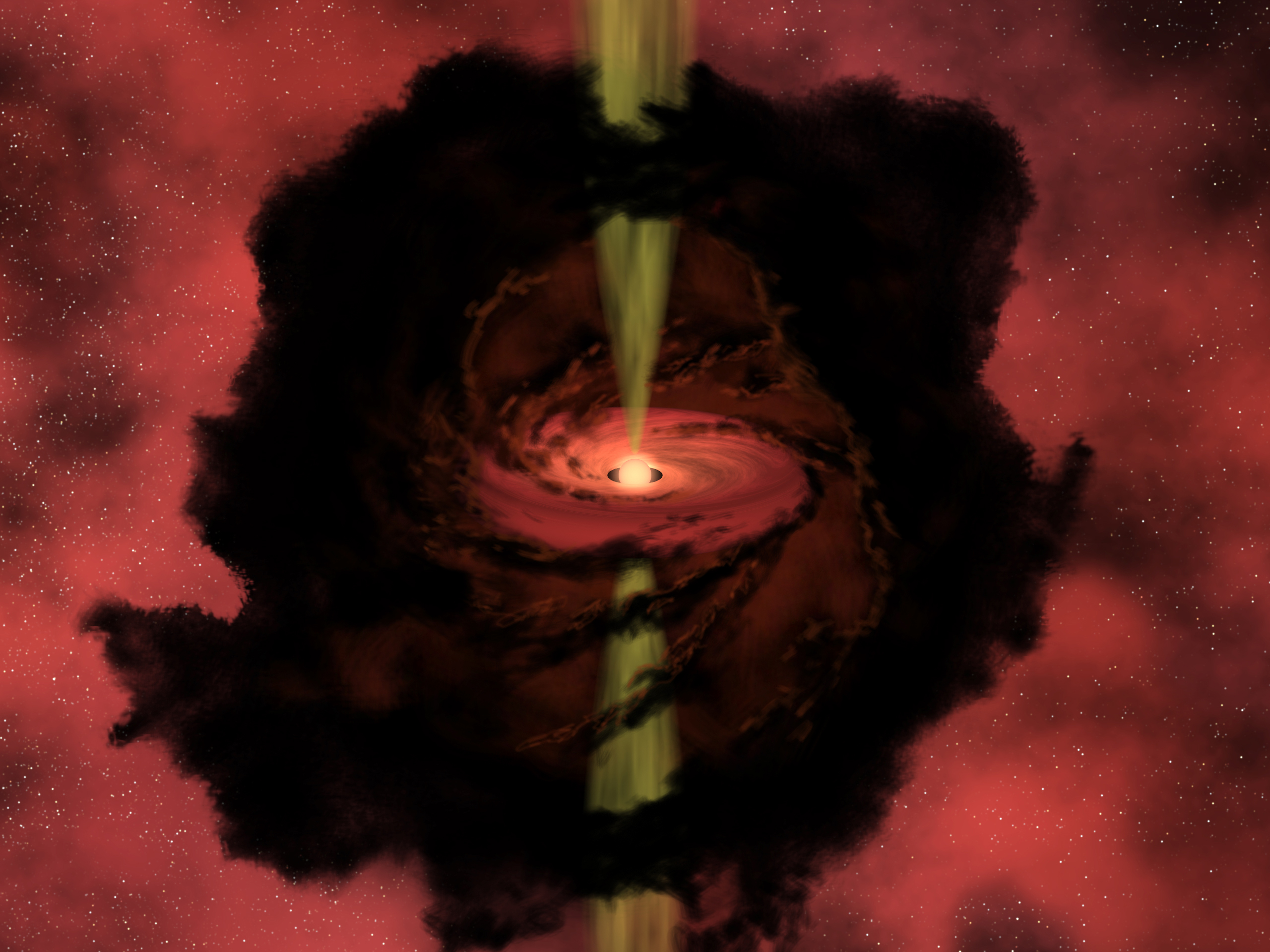
Egy születőben lévő csillag (művészi koncepció)

A protocsillag a csillag kialakulásának kezdeti fázisa, amely a molekuláris felhők gravitációs összehúzódása során jön létre. A csillagok hatalmas por- és gázfelhőkben születnek, ahol a gravitációs instabilitás hatására a felhő egyes részein a nyomás és hőmérséklet emelkedni kezd. Ez a folyamat az energia termikus sugárzással való vesztesége miatt fokozódik, és végül magfúzióhoz vezet. A protocsillagok létrejöttéhez gyakran külső zavarok, például szupernóva-robbanások vagy galaktikus árapályerők hozzájárulhatnak, amelyek további turbulenciát okoznak a felhőben.
A protocsillag kezdetben egy „első magot” formál, amely hidrosztatikus egyensúlyban van, de még további anyagot halmoz fel a környező gázból. Az anyag akkumulációja döntő tényező abban, hogy a protocsillag milyen típusú csillaggá fejlődik tovább. Egy Naphoz hasonló tömegű csillag körülbelül 100 000 év alatt éri el a pre-szekvencia fő fázisát, míg nagyobb tömegű csillagok ennél gyorsabban, akár néhány százezer év alatt is kialakulhatnak. A protocsillagok élettartama tömegüktől függően jelentősen eltér; míg az alacsony tömegű csillagok élettartama akár billió években is mérhető, a nagyobb tömegűek élete csak néhány millió év lehet.
Ha a gravitációs összehúzódás során nem halmozódik fel elegendő tömeg – legalább 0,08 naptömeg –, a magfúzió nem indulhat be, és az objektum barna törpévé válik. A protocsillagok kialakulása és fejlődése kulcsfontosságú a csillagászati modellezésben és a csillagok keletkezésének jobb megértésében.

## Az intersztelláris felhő összeomlása

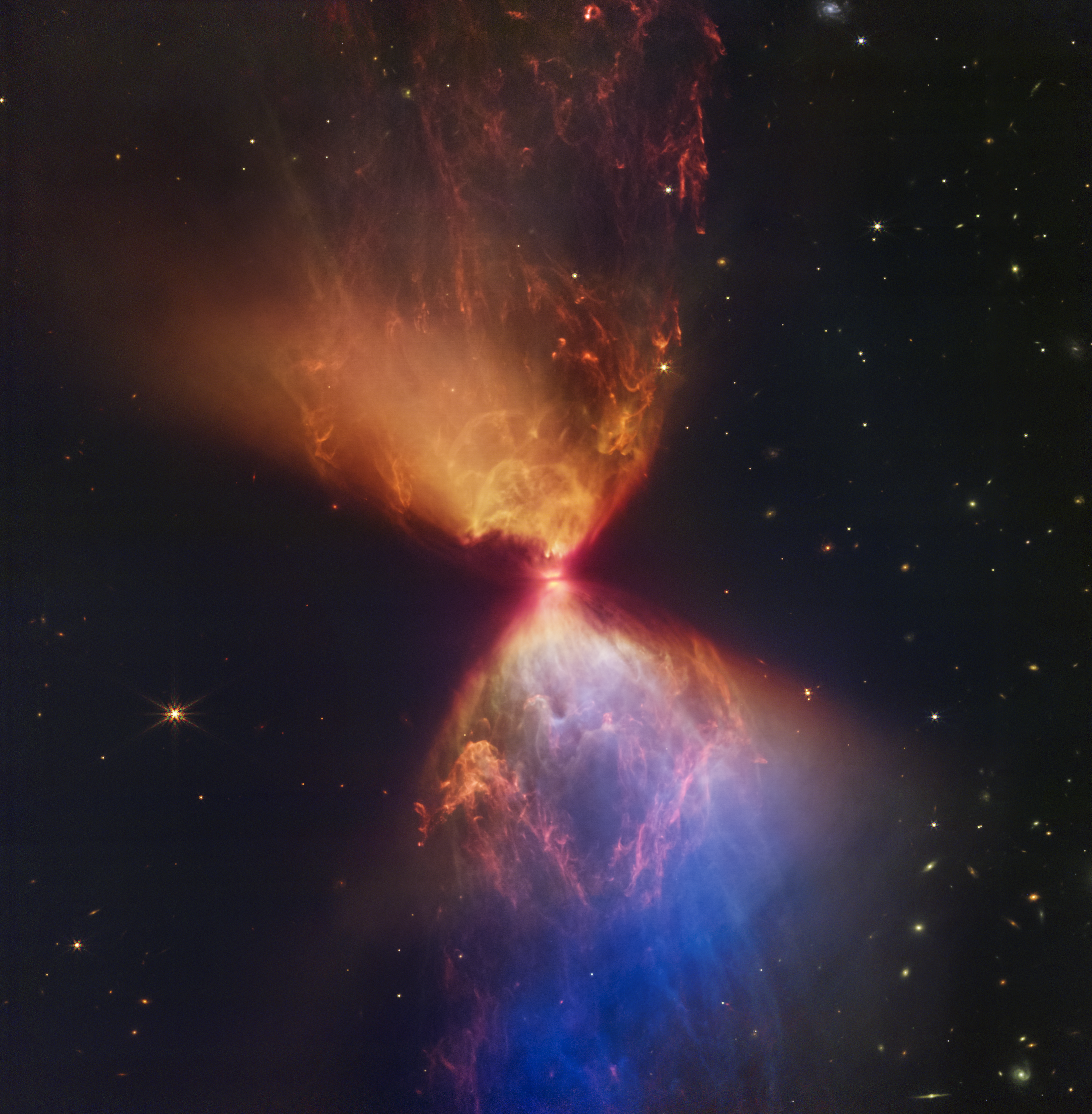
Az L1527 köd, a középpontjában a formálódó protocsillaggal, a James Webb Űrteleszkóp NIRCam kamerájával fényképezve.

Egy intersztelláris felhő hidrostatikus egyensúlyban marad mindaddig, amíg a gáz kinetikus energiája, amely kifelé irányuló nyomást hoz létre, egyensúlyban van a belső gravitációs energia által generált összehúzó erővel.
Ha azonban a felhő tömege olyan, hogy a gáz nyomása nem elegendő a gravitáció ellensúlyozásához, instabilitási jelenségek lépnek fel, amelyek gravitációs összeomláshoz vezetnek. A felhő összeomlásához szükséges minimális tömeget Jean-féle tömegnek nevezik, amely egyenesen arányos a hőmérséklettel és fordítottan arányos a felhő sűrűségével: minél alacsonyabb a hőmérséklet és minél nagyobb a sűrűség, annál kisebb tömeg szükséges az összeomlás bekövetkezéséhez. Ahogy az összeomlásra hajlamos legsűrűbb régiók további anyagot kebeleznek be, helyileg kisebb Jean-féle tömegeket érnek el, ami a felhő hierarchikus, egyre kisebb részekre való tagolódásához vezet. Ez a folyamat mindaddig folytatódik, amíg a fragmentumok el nem érik a csillag tömegének megfelelő méretet. Ezeket a fragmentumokat sűrű magoknak nevezik, amelyek mérete 6000 és 60 000 csillagászati egység (AU) között mozog, sűrűségük pedig körülbelül 10⁵–10⁶ részecske/cm³. Ezek a magok változó mennyiségű anyagot tartalmaznak; a tömegtartomány széles, de a kisebb tömegűek a leggyakoribbak. A tömeg eloszlása megfelel a csillagok tömegeloszlásának, figyelembe véve azonban, hogy a felhő anyagának csupán egyharmadából lesz csillag, míg a többi anyag szétszóródik az űrben.
Az összeomlás nem mindig kezdődik meg spontán, mert a gáz belső turbulenciája, a nyomás csökkenése (például hűlés vagy mágneses mezők okozta energia-disszipáció miatt) akadályozhatja ezt a folyamatot. Sőt, az észlelési adatok többsége azt mutatja, hogy gyakran szükséges valamilyen külső tényező, amely megzavarja a felhőt, helyi instabilitásokat okozva, és így elősegítve az összeomlást. Számos példa van olyan csillagokra – többnyire nagy csillaghalmazok tagjaira –, amelyek tulajdonságai azt mutatják, hogy közel egy időben keletkeztek. Mivel a sűrű magok független összeomlása egyidejűleg rendkívül valószínűtlen lenne, észszerűbb azt feltételezni, hogy ezt egy külső erő idézte elő, amely a felhőre hatva beindította az összeomlást és a csillagcsoport kialakulását.
Többféle külső esemény segítheti elő egy felhő összeomlását: a molekuláris felhők ütközése által keltett lökéshullámok, egy közeli szupernóva-robbanás, galaxisok közötti kölcsönhatások során fellépő árapályerők, amelyek heves csillagkeletkezési aktivitást váltanak ki (ún. starburst), egy közeli csillag nagy energiájú szuperkitörései, vagy egy közeli nagy tömegű csillag sugárnyomása és intenzív ultraibolya-sugárzása.

## A protocsillag kialakulása
A molekuláris felhő fragmentumai, amelyek kezdetben egyensúlyban vannak, lassan zsugorodnak néhány millió év alatt állandó hőmérsékleten, mivel a gravitációs energia milliméteres rádióhullámok sugárzásával disszipálódik. Egy ponton instabilitási jelenségek lépnek fel, amelyek hirtelen összeomlást váltanak ki. Ez a fragmentum középpontjában a sűrűség drámai növekedéséhez vezet, akár 30 milliárd molekula/cm³ értékig. Ez a növekedés a felhő saját sugárzására való átlátszatlanságot eredményez, ami a hőmérséklet emelkedésével jár (10-ről 60–100 Kelvinre), és lassítja az összeomlást. A melegedés miatt az elektromágneses sugárzás frekvenciája nő; a felhő most távoli infravörös hullámhosszakon sugároz, amelyek számára átlátszó. Ily módon a por közvetíti a felhő második összeomlását.
Ekkor kialakul egy olyan konfiguráció, amelyben egy központi hidrosztatikus mag gravitációsan vonzza az anyagot a külső régiókból. Ez az úgynevezett „első hidrosztatikus mag” (First Hydrostatic Core), amelynek hőmérséklete a virialtételeknek megfelelően tovább emelkedik; az anyag ezen az átlátszatlan központi régión való áramlása lökéshullámokat hoz létre, amelyek tovább melegítik a gázt. Az anyaggyarapodás ezen szakasza után a mag egy majdnem statikus összehúzódási fázisba lép.
Amikor a mag hőmérséklete eléri a körülbelül 2000 K-t, a hőenergia disszociálja a {\displaystyle {\ce {H2}}} molekulákat hidrogénatomokká, amelyek azután ionizálódnak, csakúgy, mint a héliumatomok. Ezek a folyamatok elnyelik a zsugorodás során felszabaduló energiát, lehetővé téve az összehúzódás folytatódását olyan időtartamokra, amelyek hasonlóak a szabad eséses összeomlás idejéhez. Amint az anyag sűrűsége eléri a 10⁻⁸ g/cm³ értéket, a matéria elég átlátszóvá válik ahhoz, hogy a sugárzó energia eltávozhasson. A belső konvekció és a sugárzási emisszió kombinációja lehetővé teszi a csillagkezdemény sugarának zsugorodását.
Ez a folyamat mindaddig folytatódik, amíg a gáz hőmérséklete elég magas ahhoz, hogy fenntartson egy olyan nyomást, amely megakadályozza a további összeomlást; ekkor elérik a hidrosztatikus egyensúlyt. Amikor az így kialakult objektum befejezi az anyaggyarapodás ezen szakaszát, protocsillagnak nevezik. A csillagkezdemény ebben a fázisban néhány tízezer évig marad.

## Az akkumulációs fázis
Az összeomlás után a protocsillagnak növelnie kell a tömegét gáz akkumulálásával; így kezdődik az akkumulációs fázis, amely évente körülbelül 10−6–10−5 naptömeg (M⊙) ütemben zajlik. Az anyag protocsillag felé történő áramlása egy akkumulációs korong segítségével valósul meg, amely az egyenlítő síkjában helyezkedik el, és az anyag forgási mozgásának felerősödése révén alakul ki. Ez a mozgás kezdetben a felhő forgásának felel meg, de a szögmomentum megmaradása miatt felerősödik.
Az akkumuláció sebessége nem állandó: a leendő csillag viszonylag rövid idő alatt eléri végső tömegének felét, míg a maradék tömeg megszerzéséhez több mint tízszer annyi időre van szüksége.
A sűrű mag anyagának csak egy része – körülbelül egyharmada – esik a protocsillagra. Ha az akkumulációs korong összes szögmomentuma átkerülne a protocsillagra, az olyan nagy forgási sebességet eredményezne, amely a csillag széthullását okozná. Ebben a fázisban molekuláris kiáramlások keletkeznek, amelyek a protocsillag pólusaitól indulnak, és valószínűleg a szögmomentum feleslegének eloszlatását szolgálják. Bár ezen áramlások kialakulásának pontos mechanizmusa még nem teljesen ismert, valószínű, hogy a csillag mágneses terének erővonalai fontos szerepet játszanak. Ezek az erővonalak, amelyek az akkumulációs korongon keresztül haladnak, csavaró hatást fejtenek ki, amely az anyagot vékony plazmasugár formájában vezeti ki. E sugárütközések a felhő gázaival különleges képződményeket, úgynevezett Herbig–Haro-objektumokat (HH-objektumokat) hozhatnak létre.
Amikor a magban a hőmérséklet eléri az egymillió kelvint, megkezdődik a deutérium – egy protonból és egy neutronból álló hidrogénizotóp – fúziója. Az ebből származó sugárzási nyomás lassítja (de nem állítja meg) az összeomlást, miközben anyag áramlik a belső akkumulációs korongból a protocsillag felszínére. A deutérium fúziója során felszabaduló energia az intersztelláris gáz egységtömegére vetítve a következőképpen számítható ki:
{\displaystyle p={\frac {\left({\frac {D}{H}}\right)XE_{r}}{m_{H}}}}
ahol:
- {\displaystyle HD}: a deutérium és a hidrogén aránya,
- {\displaystyle X}: a hidrogén tömegaránya,
- {\displaystyle Er} (=5,49 MeV): egy reakció által felszabadított energia,
- {\displaystyle m_{H}}: a hidrogénatom tömege.

A fúzió hatékonyabb ebben az akkumulációs fázisban, mivel folyamatosan új tüzelőanyag érkezik, amely növeli a reakciók sebességét. A reakciók sebessége nagyon érzékeny a hőmérsékletre, így a deutérium „termosztátként” működik, stabilizálva a központi hőmérsékletet egymillió kelvinnél, miközben további anyag halmozódik fel a külső burkokból.
Az akkumulációs fázis során a protocsillagot a felhő maradványa veszi körül, amely jellemzően nagyon sűrű és poros. A protocsillag sugárzása elpárologtatja a környező gázt és szublimálja a port, miközben a hidrosztatikus mag közelében lévő porszemcsék egy ál-fotószférát képeznek, amely elfedi a magot, amíg a sugárzás meg nem szünteti ezt a burkot. A folyamat végére a protocsillag nagyon nagy, fényes és hideg.
A protocsillag szerkezete az akkumulációs fázis során változik. A deutériumfúzió beindulása előtt az objektum szinte teljesen konvektív, magja pedig egy kiterjedt inaktív belső régióból és egy vékony, adiabatikus rétegből áll, amely felelős a mag belső fényességének nagy részéért. A deutériumfúzió beindulása után, a növekvő tömeg és hőmérséklet következtében, az energia sugárzással szállítódik, és a mag két vagy több konvekciós zónát fejleszt ki. A nukleáris energia ekkor jelentősen hozzájárul a protocsillag által kibocsátott teljes energia mennyiségéhez.
Ezen a ponton a protocsillag belép a pre-szekvencia főcsillag (PMS) fázisba.

## Nagy tömegű protocsillagok
A standard csillagképződési elmélet szó szerinti értelmezése szerint a nagy tömegű csillagok {\displaystyle (M>8M_{\odot })} létezése kizártnak tűnik. Ennek oka, hogy ha a tömeg nagyon nagy, a csillagkezdemény rendkívül gyorsan eléri a hidrogénfúzió beindulásához szükséges feltételeket. Ez az akkumulációs fázis azonnali leállásához és a csillag végső tömegének jelentős korlátozásához vezetne. Emiatt feltételezik, hogy a nagy tömegű csillagok esetében további mechanizmusok lépnek működésbe a standard modellben leírtakon túl. Ezek a mechanizmusok részben még hipotetikusak, és arra szolgálnak, hogy magyarázatot adjanak ezeknek az objektumoknak a nagy tömegére.
Számos elméleti modell és megfigyelési adat alátámasztja, hogy a nagy tömegű csillagok képződése szintén egy circumstelláris korong és kiáramlások közvetítésével történik. Ezek a kiáramlások a ködös anyagban egy üreget hoznak létre, amely lehetővé teszi, hogy a nagy tömegű protocsillag intenzív sugárzása eltávozhasson anélkül, hogy az akkumulációs folyamatot gátolná. Az ilyen típusú csillagok azonban a protocsillagfázis után nem mennek át a pre-szekvencia főcsillag (PMS) fázison, hanem közvetlenül a fő szekvenciára lépnek. Az intenzív elektromágneses sugárzásuk – különösen az ultraibolya (UV) sugárzás – az akkumulációs fázis gyors lezárását eredményezi, így a csillag tömege általában nem haladja meg a tíz naptömeget.
Mindazonáltal, a szupernagy tömegű csillagok (akár 100 naptömegnél nagyobb) felfedezése arra késztette az asztrofizikusokat, hogy új modelleket dolgozzanak ki a kialakulásuk magyarázatára. E kérdés megválaszolására számítógépes szimulációkat készítettek, amelyek az ún. versengő akkumuláció elméletén alapulnak. Az eredményeket 2009 januárjában tették közzé. A szimulációk szerint egy hatalmas molekuláris felhő összeomlása és forgása akkumulációs korongot hoz létre, amely táplálja a protocsillagot. A korong nagy tömege gravitációsan instabillá válik, ami fragmentációhoz vezet. Ezek a fragmentumok másodlagos protocsillagokat hoznak létre, amelyek többsége a központi protocsillaggal egyesül.
A szimulációk azt is kimutatták, hogy miért gyakori a többkomponensű rendszerek jelenléte a nagy tömegű csillagok között. Egyes másodlagos protocsillagok ugyanis elég nagy tömeget érhetnek el ahhoz, hogy megszabaduljanak a központi protocsillag korongjától, saját korongot alakítsanak ki, és újabb protocsillagokat hozzanak létre, amelyekkel egyesülhetnek, maguk is nagy tömegű csillagokká válva.
A Spitzer űrteleszkóp által végzett megfigyelések részben megerősítették ezt a modellt, bár a végleges ellenőrzés nehézségekbe ütközik. Nagy tömegű csillagokat a képződésük közben megfigyelni ugyanis különösen nehéz, mivel ezek ritkák, és kialakulási folyamatuk csillagászati léptékben rendkívül rövid idő alatt zajlik le.

### Magyar nyelvű oldalak
- ELTE Csillagászati Tanszék Interaktív Csillagászati Portál : A csillagok élete
- ELTE Csillagászati Tanszék Interaktív Csillagászati Portál : A csillagok születése – Protocsillag